# Weihwasserbecken (Boisredon)

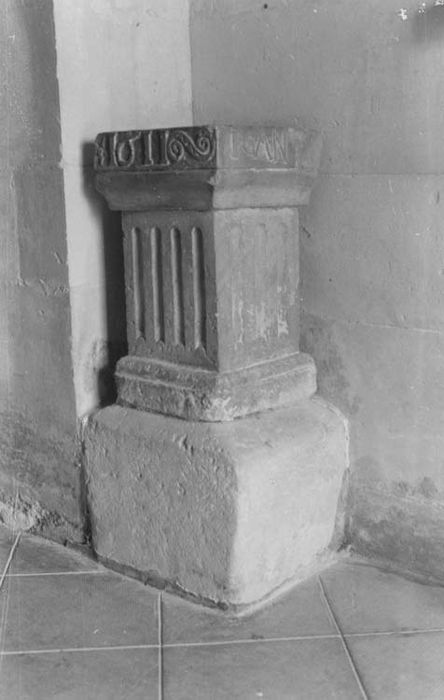
Weihwasserbecken in Boisredon

Das Weihwasserbecken in der Kirche St-Pierre in Boisredon, einer französischen Gemeinde im Département Charente-Maritime der Region Nouvelle-Aquitaine, wurde 1611 geschaffen.
Im Jahr 1991 wurde das Weihwasserbecken als Monument historique in die Liste der geschützten Objekte (Base Palissy) in Frankreich aufgenommen.
Das 62 cm hohe Weihwasserbecken aus Stein steht auf einem rechteckigen Sockel und einem schlankeren Schaft, der kanneliert ist. Das quadratische Becken ist mit floralen Reliefs geschmückt.